# Potravinářská přídatná látka

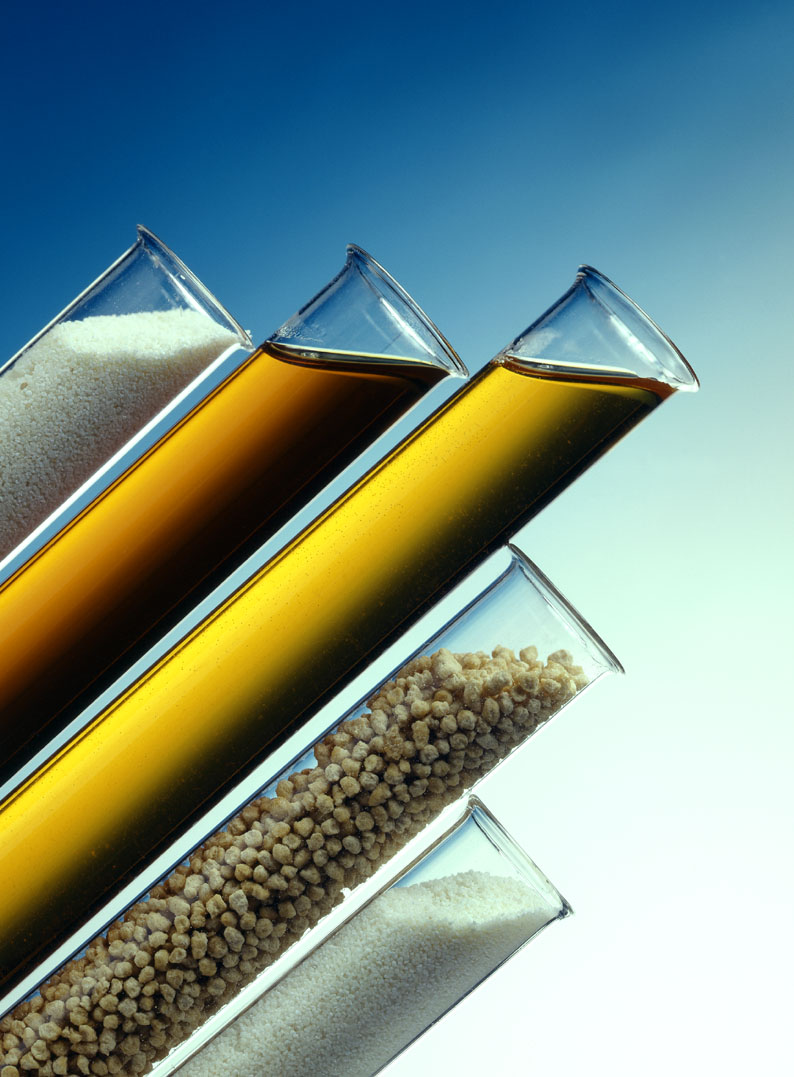
Potravinářské přídatné látky

Potravinářské přídatné látky (aditiva, hovor. Éčka) jsou chemické látky, které se přidávají do potravin kvůli vylepšení nebo zachování jejich trvanlivosti nebo vzhledu, konzistence, chutě, vůně, atd. V zákoně se přídatnými látkami rozumí látky bez ohledu na jejich výživovou hodnotu, které se zpravidla nepoužívají samostatně ani jako potravina, ani jako charakteristická potravní přísada a přidávají se do potravin při výrobě, balení, přepravě nebo skladování, čímž se samy nebo jejich vedlejší produkty stávají nebo mohou stát součástí potraviny. Přidáním těchto látek typicky vznikají průmyslově zpracované potraviny.

## Druhy potravinových aditiv
Do potravin jsou přidávány látky od počátku věků. Kromě prostého zlodějství (ředění vína vodou, přimíchávání popela do mouky či melaminu do mléka) je příčinou snaha potraviny uchovat, či učinit lépe prodejné. Používaná potravinová aditiva se podle své funkce rozdělují následovně:
Antioxidanty
látky prodlužující trvanlivost potraviny a chránící ji proti zkáze způsobené oxidací, která se může projevit zejména žluknutím tuků nebo barevnými změnami potraviny
Barviva
Konzervanty
látky prodlužující trvanlivost potraviny a chránící potravinu proti mikrobiálnímu kažení
Kyseliny
látky zvyšující kyselost potraviny
Regulátory
látky měnící nebo udržující kyselost nebo zásaditost potraviny
Tavicí soli
látky měnící vlastnosti bílkovin při výrobě tavených sýrů a účelem zamezení oddělování tuku. Zlepšuje se tím roztíratelnost sýru.
Kypřicí látky
látky nebo směsi látek vytvářející plyny (nejčastěji oxid uhličitý) za účelem zvětšení objemu těsta (kynutí těsta)
Sladidla
látky udělující potravině sladkou chuť a nahrazující přírodní sladidla (fruktózu, sacharózu - cukr, glukózový sirup, atd.) a med. Potraviny obsahující více než 10 % náhradních sladidel polyalkoholických cukrů E 420, E 421, E 953, E 965, E 966 nebo E 967 musí být na obalu určeném pro spotřebitele označeny výstrahou „Nadměrná konzumace může vyvolat projímavé účinky“
Látky zvýrazňující chuť a vůni
Zahušťovadla
látky zvyšující viskozitu potraviny
Želírující látky
látky udělující potravině texturu vytvářením gelu
Modifikované škroby
látky získávané chemickým zpracováním z jedlých škrobů v přirozeném stavu nebo ze škrobů předtím pozměněných fyzikálními nebo enzymovými postupy nebo pozměněných působením kyselin, zásad nebo bělících činidel.
Stabilizátory
látky udržující fyzikálně-chemické vlastnosti potraviny: látky umožňující udržování rovnoměrného rozložení dvou nebo více nemísitelných látek v potravině, látky udržující nebo posilující existující zbarvení potraviny, a látky zvyšující vazebnou kapacitu potraviny, která umožňuje spojení jednotlivých složek potraviny do konečné potraviny
Emulgátory
látky umožňující tvorbu stejnorodé směsi dvou nebo více jinak nemísitelných kapalných fází nebo které tuto směs udržují, tj. látky podporující vznik emulzí
Nosiče a rozpouštědla
látky, které se používají k rozpouštění, ředění, disperzi (rozptýlení) nebo jiné fyzikální úpravě přídatných látek nebo aromat v potravinách s cílem usnadnit manipulaci s nimi, aniž by přitom měnily jejich technologickou funkci
Protispékavé látky
látky snižující tendenci částic potraviny ulpívat vzájemně na sobě,
Lešticí látky
látky udělující potravině po nanesení na vnější povrch lesklý vzhled nebo vytvářející ochranný povlak
Balicí plyny
plyny jiné než vzduch, které se zavádějí do obalu před, během, nebo po plnění potraviny do obalu (argon, helium, dusík)
Propelanty
plyny jiné než vzduch, které vytlačují potravinu z obalu (např. šlehačka ve spreji)
Odpěňovače
látky zabraňující vytváření pěny nebo snižující pěnění
Pěnotvorné látky
Zvlhčující látky
látky chránící potravinu před vysycháním působením proti účinkům vzduchu s nízkou relativní vlhkostí a dále látky podporující rozpouštění práškovitých potravin ve vodném prostředí
Plnidla
látky přispívající k objemu potraviny bez významného zvyšování její energetické hodnoty
Zpevňující látky
látky zpevňující nebo udržující pevnost tkáně ovoce nebo zeleniny, látky zkřehčující nebo udržující křehkost tkáně ovoce a zeleniny, a látky ztužující gely reakcí se želírujícími látkami
Sekvestranty
látky vytvářející chemické komplexy s ionty kovů. Zabraňují tak jejím reakcím vedoucím k degradaci složek potravy nebo po konzumaci nežádoucím reakcím v těle
Látky zlepšující mouku
látky jiné než emulgátory, které se přidávají k mouce nebo do těsta za účelem zlepšení pekařské kvality

## Skupiny potravinových aditiv
| E čísla | druhy aditiv                                      |
| --- | ------------------------------------------------- |
| E100–E199 | barviva                                           |
| E200–E299 | konzervanty                                       |
| E300–E399 | antioxidanty, regulátory kyselosti                |
| E400–E499 | emulgátory, zahušťovadla, stabilizátory           |
| E500–E599 | protispékavé látky, regulátory kyselosti, plnidla |
| E600–E699 | látky zvýrazňující chuť a vůni                    |
| E900–E999 | lešticí látky, sladidla, balicí plyny, propelanty |
| E1000–E1999 | další látky                                       |
| Rozdělení přídatných látek do skupin potravinových aditiv je jen orientační, jsou zařazeny jen některé druhy aditiv obsahující velké množství látek, některá aditiva spadají do více skupin. |                                                   |

## Regulace použití a označování
V Česku reguluje používání a označování povolených přídatných látek Ministerstva zdravotnictví prostřednictvím vyhlášky č. 4/2008 Sb., ze dne 3. ledna 2008, kterou se stanoví druhy a podmínky použití přídatných látek a extrakčních rozpouštědel při výrobě potravin. Výrobci mají povinnost uvádět přídatné látky na obalu výrobku.
V Evropské unii a zemích Evropského sdružení volného obchodu mají povolené látky kód složený z písmene E a tří nebo čtyř číslic.
Přídatnou látku lze podle vyhlášky použít pouze:
1. pokud je prokázána technologická potřeba jejího použití a účelu nelze dosáhnout jinými prostředky,
2. pokud v použitém množství nepředstavuje riziko pro spotřebitele,
3. k zachování výživové hodnoty potraviny, přičemž záměrné snížení výživové hodnoty se připouští pouze, pokud taková potravina nepředstavuje podstatnou složku běžné stravy nebo pokud je použití přídatné látky nezbytné pro výrobu potravin určených pro zvláštní výživu,
4. k dodání potřebné složky do potraviny určené pro zvláštní výživu,
5. ke zvýšení trvanlivosti potraviny nebo zlepšení jejích organoleptických vlastností, pokud se nezmění jakost potraviny.

## Vliv aditiv na zdraví

### Bezpečnostní opatření
Všechna aditiva s E kódy prošla přísnými testy možných negativních účinků na zdraví. Při testování se z dostupných toxikologických dat, pozorováních na zvířecích i lidských modelech a studií zaměřených na sledování příjmu potravy během života, se stanoví maximální přípustná hladina aditiva, která nemá zaznamenatelný toxický efekt - tzv. NOAEL (No-Observed-Adverse-Efect Level). Je to množství aditiva, které nezpůsobí žádnou zdravotní újmu při dlouhodobém podávání pokusným zvířatům v krmné dávce. Následně se hodnota NOAEL vydělí tzv. bezpečnostním faktorem, který má většinou hodnotu 100. Smyslem bezpečnostního faktoru je postihnout individuální rozdíly mezi lidmi, např. ve věku, zdravotním stavu, výživě; dále možností, že metabolismus člověka se může lišit od metabolismu pokusného zvířete. V úvahu bere i to, že člověk je zároveň vystaven celé řadě potravinářských aditiv a jiných nepříznivých faktorů z okolí.
Získaná hodnota se nazývá Přijatelná denní dávka - ADI (Acceptable Daily Intake). Hodnota ADI udává množství potravinového aditiva, které může být denně zkonzumováno, aniž by představovalo riziko pro zdraví konzumenta. Jinými slovy je to denní množství aditiva, které při přijímání potravou v průběhu celého života nezpůsobí zdravotní újmu.
Nové přídatné látky, u nichž se zvažuje použití na území EU, musí být nejprve zhodnoceny Evropským úřadem pro bezpečnost potravin (European Food Safety Autority- EFSA). Ta na základě analýzy zdravotního rizika stanoví rozsahem a množstvím jejich možného použití v potravinách, a poté Evropská komise vydává směrnici platnou pro všechny členské země EU.
Přes tyto regulaci však mohou určité skupiny lidí (např. předškolní a školní děti) hladinu ADI přesáhnout v případě, že ve zvýšeném množství konzumují potraviny s obsahy aditiv poblíž nejvyšších přípustných hodnot.
E kódy jsou ale z hlediska zdraví hůře vnímány než samotné látky, které reprezentují.

### Negativní účinky na zdraví
Není známo, že by přídatné látky v povolených množstvích způsobovaly běžné populaci jakékoliv zdravotní problémy. U citlivých nebo nemocných osob se však negativní účinky mohou objevit, obvykle nejsou život ohrožující.
Zvýšená konzumace některých zářivě zbarvených sladkostí a nápojů obsahujících směsi E 102, E 104, E 124, E 110, E 122, E 129 mohou u malých dětí vést k rozvoji hyperaktivity, nicméně za hyperaktivitu mohou aditiva jen u malé části dětí. Děti trpící hyperaktivitou nebo ADHD by dle doporučení měly tyto barviva z jídelníčku vyloučit.
U několika dalších často užívaných aditiv jsou známy možné nepříznivé reakce zahrnující hlavně kožní (např. kopřivka) a dýchací (např. astma) problémy, ale u většiny aditiv nebyly žádné problémy nikdy registrovány. Přecitlivělost na tato aditiva je však v populaci nízká, odhady hovoří o 0,1–2,6 ‰ populace , jiné uvádí 2 % . Rozšíření přecitlivělosti na aditiva však nepřesahuje rozšíření nesnášenlivosti na některé z přírodních složek potravy (např. nesnášenlivostí mléčného cukru laktózy trpí asi 3 % evropské populace). Nejvyšší výskyt reakcí na přídatné látky v potravinách je mezi jedinci s chronickými kožními projevy, jako je atopický ekzém a chronická kopřivka. Požití potraviny s přídatnou látkou zde působí akutní vzplanutí již existujícího onemocnění.
| látka | účinky |
| --- | --- |
| košenila (E 120) a tartrazin (E 102) s jinými azobarvivy (E 107, E 110, E 122, E 123, E 124, E 129, E 151, E 154, E 155, E 180) | mohou vyvolávat kopřivku. Ověřuje se, vliv na astma a hyperaktivitu u dětí. |
| benzoáty (E 210, E 211, E 212, E 213) a parabeny (E 214, E 215, E 216, E 217, E 218, E 219)                                     | vyvolávají symptomy u osob s chronickou kopřivkou, zřídka dochází k astmatu, lokální reakce při kontaktu s pokožkou, zvláště u dětí, které si potravinou ušpinily obličej, přípravky určené ke kožnímu použití mohou způsobit kontaktní dermatitidu. |
| oxid siřičitý (E 220), siřičitany (E 221, E 222, E 223, E 224 a E 226, E 227, E 228)                                            | mohou způsobovat zrudnutí, otok hrdla, svědění úst a pokožky a v některých případech i astmatický záchvat, avšak zřejmě jen u jedinců s průduškovou hyperreaktivitou                                                                                 |
| dusičnan sodný (E 251) | může způsobovat bolesti hlavy, vyrážku a problémy trávení |
| terciární butylhydrochinon (TBHQ) (E 319)                                                                                       | může snižovat imunitu |
| butylhydroxyanisol (BHA) a butylhydroxytoluen (BHT) (E 320, E 321)                                                              | výskyt kopřivky u citlivých osob |
| glutaman sodný (MGS) (E 621) | studie nepotvrzují, že by mohl způsobit tzv. syndrom čínské restaurace, jak se dlouhou dobu předpokládalo, avšak je podezření, že by mohl poškozovat buňky na sítnici oka                                                                            |
| barviva E 102, E 104, E 110, E 122, E 124, E 129 a konzervant E 211                                                             | těmto látkám by se měli vyhnout lidé trpící hyperaktivitou, ADD nebo ADHD, neboť by mohly způsobit jejich prohloubení |
| E 128 | podezření na karcinogenitu |
| E 420, E 421, E 953, E 965, E 966 nebo E 967                                                                                    | Potraviny obsahující více než 10 % těchto náhradních sladidel musí být na obale označeny výstrahou „Nadměrná konzumace může vyvolat projímavé účinky                                                                                                 |

### Seznam možných alergenů
Látky, které mohou být příčinou alergické reakce podle Ústavu zemědělské ekonomiky a informací: 
| E kód  | látka                                    |
| ------ | ---------------------------------------- |
| E 102  | tartrazin                                |
| E 104  | chinolinová žluť                         |
| E 107  | žluť 2G                                  |
| E 110  | žluť SY (gelborange S)                   |
| E 120  | košenila, kyselina karmínová, karmíny    |
| E 122  | azorubin (carmoisin)                     |
| E 123  | amarant (viktoriarubín 0)                |
| E 124  | ponceau 4R                               |
| E 127  | erythrosin                               |
| E 128  | červeň 2G                                |
| E 129  | červeň Allura AC                         |
| E 131  | patentní modř V                          |
| E 132  | indigotin (indigocarmin)                 |
| E 133  | brilantní modř FCF                       |
| E 142  | zeleň S                                  |
| E 151  | čerň BN                                  |
| E 152  | čerň 7984                                |
| E 154  | hněď FK                                  |
| E 155  | hněď HT                                  |
| E 160b | annato, bixin, norbixin                  |
| E 210  | kyselina benzoová                        |
| E 211  | benzoát sodný                            |
| E 212  | benzoát draselný                         |
| E 213  | benzoát vápenatý                         |
| E 214  | ethylparahydroxybenzoát                  |
| E 215  | ethylparahydroxybenzoát sodná sůl        |
| E 216  | propylparahydroxybenzoát                 |
| E 217  | propylparahydroxybenzoát sodná sůl       |
| E 218  | methylparahydroxybenzoát (metylparaben)  |
| E 219  | methylparahydroxybenzoát sodná sůl       |
| E 220  | oxid siřičitý                            |
| E 221  | siřičitan sodný                          |
| E 222  | hydrogensiřičitan sodný                  |
| E 223  | disiřičitan sodný                        |
| E 224  | disiřičitan draselný                     |
| E 225  | siřičitan draselný                       |
| E 226  | siřičitan vápenatý                       |
| E 227  | hydrogensiřičitan vápenatý               |
| E 228  | hydrogensiřičitan draselný               |
| E 282  | propionan vápenatý                       |
| E 230  | bifenyl                                  |
| E 231  | orthofenylfenol                          |
| E 232  | orthofenylfenolát sodný                  |
| E 233  | thiabendazol                             |
| E 310  | propylgallát                             |
| E 311  | oktylgallát                              |
| E 312  | dodecylgallát                            |
| E 321  | butylhydroxytoluen (BHT)                 |
| E 375  | kyselina nikotinová, niacin, nikotinamid |
| E 407  | karagenan                                |
| E 413  | tragant                                  |
| E 414  | arabská guma                             |
| E 416  | guma karaya                              |
| E 430  | polyoxyethylenstearát                    |
| E 553b | talek (mastek)                           |
| E 901  | včelí vosk                               |
| E 903  | karnaubský vosk                          |

### Údajný leták Kliniky dětské onkologie University Düsseldorf
Na internetu je formou hoaxu šířen seznam, údajně vypracovaný Klinikou dětské onkologie Univerzity Düsseldorf, který rozděluje aditiva do několika skupin podle zdravotní závadnosti. Klinika se však od něj distancuje a podala trestní oznámení na neznámého pachatele za šíření poplašné zprávy. V letáku jsou uvedené zavádějící, nepřesné i chybné informace.. Například kyselina citrónová (běžná součást ovoce) je označena za příčinu kurdějí.

### Pozitivní účinky na zdraví
Mezi přídatnými látkami se vyskytují i látky přírodního charakteru (např. včelí vosk E901), které jsou zdraví normálně neškodné (i na ně však mohou být citliví jedinci alergičtí), mezi aditiva však také patří látky zdraví obecně prospěšné, např. E 101 (vitamin B2), E 160 (vitamin A), E 300 - 304 (vitamin C a jeho deriváty), E 306 - 309 (tokoferoly, vitamin E), E 322 (lecitin), E 375 (niacin, vitamin B3), E 440 (pektin).

## Aditiva z GMO a aditiva živočišného původu
Následující aditiva jsou živočišného původu anebo s vysokou pravděpodobností vyrobená z živočišných surovin: E 120, E 161g, E 252, E 270, E 322, E 325, E 326, E 327, E 422, E 430, E 431, E 432, E 433, E 434, E 435, E 436, E 441, E 442, E 470a, E 470b, E 471, E 472, E 473, E 474, E 475, E 476, E 477, E 478, E 479b, E 481, E 482, E 483, E 491, E 492, E 493, E 494, E 495, E 542, E 570, E 572, E 585, E 631, E 635, E 640, E 920, E 921, E 966.
Lidé odmítající suroviny vyrobené z geneticky modifikovaných organismů by se měli vyhýbat těmto aditivům: E 101, E 150a, E 150b, E 150c, E 150d, E 153, E 160d, E 161c, E 306, E 307, E 308, E 309, E 322, E 415, E 471, E 472a, E 473, E 475, E 476, E 477, E 491, E 570, E 572, E 620, E 621, E 622, E 623, E 624, E 625.

## Seznam přídatných látek
Seznam přídatných látek najdete v samostatném článku: Seznam přídatných látek